# Шумахер, Эрнст Фридрих
Эрнст Фридрих «Фриц» Шумахер (англ. Ernst Friedrich «Fritz» Schumacher; 16 августа 1911, Бонн — 4 сентября 1977, поезд между Женевой и Лозанной) — немецко-британский экономист. Получил известность благодаря критике современных ему экономических концепций, а также идеям «Малое прекрасно» и выступлениям в защиту окружающей среды; ввёл термин «буддийская экономика».
Учился в Оксфордском и Колумбийском университетах. В течение 20 лет являлся главным экономическим консультантом Национального каменноугольного совета (Великобритания, 1950-70). Являлся консультантом правительств Замбии и Бирмы. Вел экономическую колонку в газете «Таймс». Умер в Швейцарии во время лекционного тура.
Последователями учёного организовано Общество Шумахера.

## Основные произведения
- Малое прекрасно. Экономика, в которой люди имеют значение = Small Is Beautiful: A Study of Economics As If People Mattered (1973) / Пер. с англ. и примеч. Д. О. Аронсона. — М.: Изд. дом ВШЭ, 2012. — 352 с. — (Социальная теория). — ISBN 978-5-7598-0822-0.
- Малое прекрасно: экономика для человека. Карта для заблудившихся = Small Is Beautiful: A Study of Economics As If People Mattered (1973). A Guide for the Perplexed (1977) / Пер. с англ. Л. и И. Шарашкиных. — РСПИ, 2007.
- This I Believe and Other Essays, 1977.
- Good Work, 1979.